# Katarina Johansson Welin
Elin Katarina Elisabeth Johansson Welin, född 28 mars 1963, är en svensk åklagare. Hon är Sveriges riksåklagare sedan 2024.
Katarina Johansson Welin avlade juristexamen vid Lunds universitet 1987 och anställdes, efter tingstjänstgöring i Karlskrona tingsrätt 1988–1991, som åklagaraspirant på regionåklagarmyndigheten i Jönköping 1991. Hon blev distriktsåklagare 1995, kammaråklagare 1996 och specialiståklagare 1999, allt i Jönköping. Därefter blev hon specialiståklagare på Internationella åklagarkammaren i Linköping 2001, chefsåklagare där 2004, vice chefsåklagare på Internationella åklagarkammaren Stockholm 2006, chefsåklagare där 2009, överåklagare med samordningsansvar för Stockholm och Norrland 2012 samt överåklagare och områdeschef för Åklagarområde Stockholm 2014. Hon blev vice riksåklagare 2019. När dåvarande riksåklagaren Petra Lundh blev hovrättspresident hösten 2023 blev Johansson Welin vikarierande riksåklagare. Den 29 februari 2024 utsåg regeringen Johansson Welin till ny riksåklagare och chef för Åklagarmyndigheten, med tillträde på tjänsten samma dag.